# Carl Weyman
Carl Weyman (* 20. Februar 1862 in München; † 14. Dezember 1931 ebenda) war ein deutscher Klassischer Philologe. 
Carl Weyman studierte Klassische Philologie und Theologie an der Universität München (bei Rudolf Schöll und Wilhelm von Christ), wo er 1886 mit der Dissertation Studien über die Figur der Litotes promoviert wurde. Anschließend arbeitete er als Assistent an der Königlichen Hof- und Staatsbibliothek in München. Von 1889 bis 1891 war er ordentlicher Professor für Lateinische Sprache und Literatur an der Universität Fribourg. Danach kehrte er an die Universität München zurück und blieb ihr bis an sein Lebensende verbunden. 1894 habilitierte er sich, 1900 wurde er zum außerordentlichen Professor für klassische und altchristliche Philologie ernannt, 1905 zum ordentlichen Professor. Zum Sommersemester 1931 wurde er entpflichtet.
Weymans Forschungsgebiet war die christliche Literatur der Antike und des Mittelalters, zu der er zahlreiche Monographien und Aufsätze veröffentlichte. Er war Mitherausgeber des Historischen Jahrbuchs (seit 1897) und der Kemptener Kirchenväterbibliothek. Die Theologische Fakultät der Universität München verlieh ihm die Ehrendoktorwürde.
Er war seit dem Sommersemester 1906 Ehrenmitglied der katholischen Studentenverbindung KBStV Rhaetia München.